# Els misteris de la marea
Els misteris de la marea (títol original en francès, Les Mystères de la marée) és un telefilm francobelga dirigit per Lorenzo Gabriele a partir d'un guió de Laure Duthilleul i Lorenzo Gabriele. Es va emetre per primera vegada a Bèlgica el 3 de setembre de 2023 a La Une, a Suïssa el 29 de setembre de 2023 a RTS Un i a França el 30 de setembre a France 3. S'ha doblat al català per TV3, que va estrenar-lo el 8 de juny de 2025.
Aquesta ficció, que forma part de la col·lecció de ficció detectivesca de France 3 Els misteris de... , és una coproducció de Flach Film production, France Télévisions, AT-Production i l'RTBF, amb la participació de Radio télevision suisse i TV5 Monde, així com el suport de la regió de Nova Aquitània i el departament de la Charanta Martítima.
El rodatge va tenir lloc del 29 de març al 26 d'abril de 2023 a Ròchafòrt i a l'illa d'Oléron.